# 高橋久子
高橋 久子（たかはし ひさこ、1927年9月21日 - 2013年12月21日）は、福岡県北九州市出身の労働省官僚。最高裁判所判事。位階勲等は従三位勲一等瑞宝章受章。

## 概要
門司高等女学校卒業後に東京大学経済学部に進学。卒業後の1953年に労働省入省。内閣審議官、労働省婦人少年局長を歴任し、1982年に退官。
婦人少年協会会長、アジア女性交流・研究フォーラム理事長、21世紀職業財団会長を務めた後、1994年2月9日に女性としては初めて最高裁判所判事に任命される。当時の内閣は3人の女性閣僚がいた細川内閣であり、細川護煕は「大きなプレゼント」とコメントした。
2000年、勲一等瑞宝章受章。
1997年9月20日 最高裁判事を定年退官。2013年12月21日、86歳で死去。叙従三位。

## 最高裁判所での主な裁判
- 1995年 - ロッキード事件、1993年衆議院選挙における議員定数訴訟（裁判長）
- 1995年 - 婚外子相続差別訴訟
- 1996年 - 沖縄代理署名訴訟
- 1997年 - 愛媛県靖国神社玉串料訴訟